# 妮卡·克里日纳尔
妮卡·克里日纳尔（2000年3月9日—），斯洛文尼亚女子跳台滑雪运动员。她曾代表斯洛文尼亚参加2018年和2022年冬季奥林匹克运动会跳台滑雪比赛，获得一枚金牌和一枚铜牌。